# Stutensee
Stutensee là 1 thị trấn ở Baden-Württemberg, Đức. Đô thị này có diện tích 45,6 km², dân số thời điểm 31 tháng 12 năm 2006 là 23.500 người.
Đô thị được lập năm 1975 thông qua việc sáp nhập 4 làng Blankenloch, Büchig, Friedrichstal, Spöck và Staffort. 